# (6042) Cheshirecat
(6042) Cheshirecat ist ein marsbahnstreifender Asteroid des Hauptgürtels, der am 23. November 1990 von den japanischen Astronomen Akira Natori und Takeshi Urata an der JCPM Yakiimo Station (IAU-Code 885) in Shimizu in der Präfektur Shizuoka entdeckt wurde.
Der Asteroid wurde am 9. Februar 1999 nach der Figur der Cheshire Cat (Grinsekatze) aus dem Kinderbuch Alice im Wunderland des britischen Schriftstellers Lewis Carroll benannt.